# Ictalurídeos
Ictalurídeos (Ictaluridae) é uma família de peixes de água doce da ordem Siluriformes, e distribuída por rios e lagos da América do Norte. O seu nome deriva do grego: ichthys (peixe) + Ailouros (gato), são distribuídos pela maior parte da América do Norte, do sul do Canadá até a Guatemala.

## Gêneros e espécies

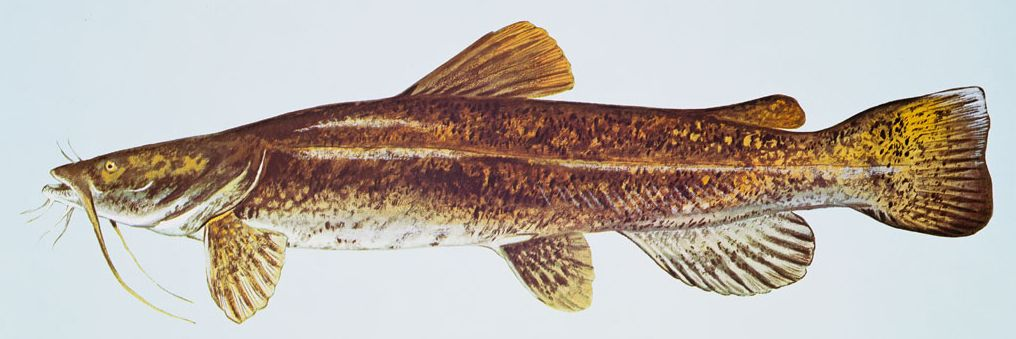
Pylodictis olivaris

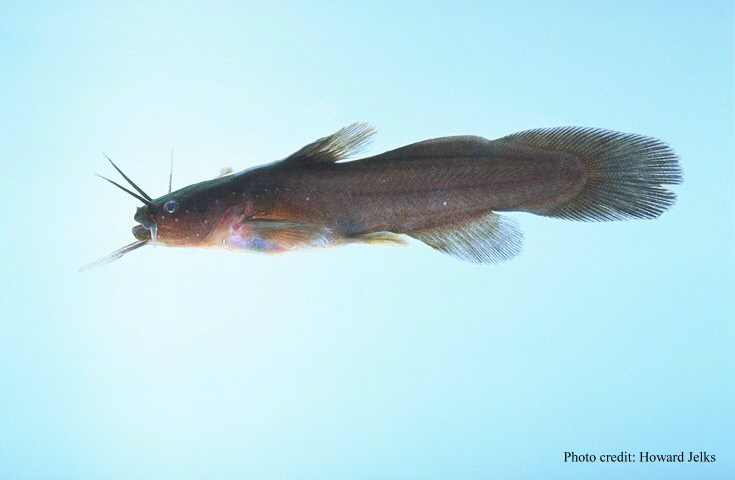
Noturus gyrinus

Existem 51 espécies válidas, agrupadas em sete gêneros:
- Gênero Ameiurus (Rafinesque, 1820)
  - Ameiurus brunneus (Jordan, 1877)
  - Ameiurus catus (Linnaeus, 1758) -
  - Ameiurus melas (Rafinesque, 1820)
  - Ameiurus natalis (Lesueur, 1819)
  - Ameiurus nebulosus (Lesueur, 1819)
  - Ameiurus platycephalus (Girard, 1859)
  - Ameiurus serracanthus (Yerger y Relyea, 1968)
- Gênero Ictalurus (Rafinesque, 1820)
  - Ictalurus australis (Meek, 1904)
  - Ictalurus balsanus (Jordan y Snyder, 1899)
  - Ictalurus dugesii (Bean, 1880)
  - Ictalurus furcatus (Valenciennes, 1840)
  - Ictalurus lupus (Girard, 1858)
  - Ictalurus mexicanus (Meek, 1904)
  - Ictalurus ochoterenai (de Buen, 1946)
  - Ictalurus pricei (Rutter, 1896)
  - Ictalurus punctatus (Rafinesque, 1818)
- Gênero Noturus (Rafinesque, 1818)

É o maior gênero, com 30 espécies.
- Gênero Prietella (Carranza, 1954)
  - Prietella lundbergi (Walsh y Gilbert, 1995)
  - Prietella phreatophila (Carranza, 1954)
- Gênero Pylodictis (Rafinesque, 1819)
  - Pylodictis olivaris (Rafinesque, 1818)
- Gênero Satan (Hubbs y Bailey, 1947)
  - Satan eurystomus (Hubbs y Bailey, 1947)
- Gênero Trogloglanis (Eigenmann, 1919)
  - Trogloglanis pattersoni (Eigenmann, 1919)

Existe também um gênero extinto:
- † Astephus